# 眼直肌
使眼球垂直或水平運動的肌肉

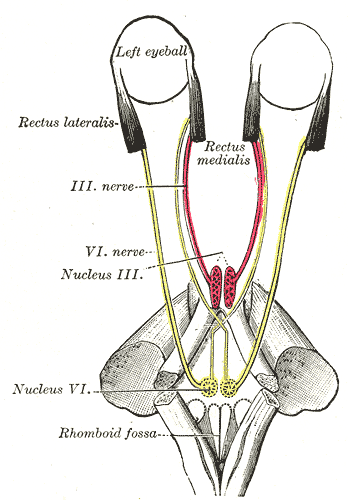
眼直肌

每個眼球有六塊外肌(四塊直肌和兩塊斜肌)來控制活動。外直肌、內直肌、下直肌和上直肌使眼球上下或左右轉動，相互呈直角排列。

## 來源
〈人體學習百科〉 貓頭鷹出版社
ISBN 957-9684-11-1

## 外部連結
- 解剖學(Anatomy)-肌肉(muscle)-Eye extrinsic muscles(眼外在肌) （页面存档备份，存于）